# Jung Kyung-eun

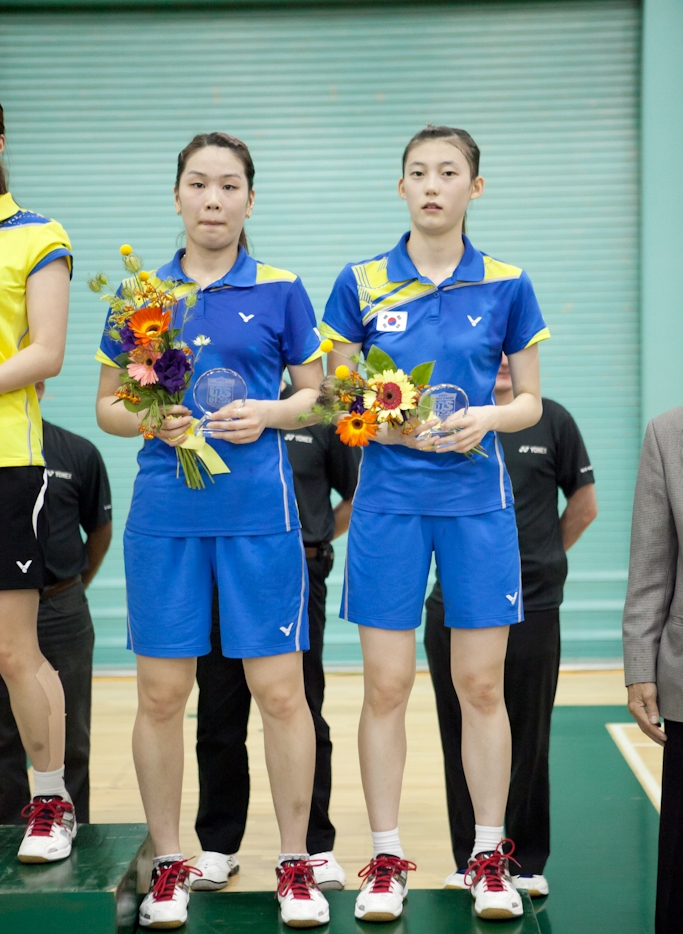
Jung Kyung-eun (links) bei den US Open 2011 (Foto:Sunny Wan).

Jung Kyung-eun (koreanisch 정경은; * 20. März 1990 in Masan) ist eine Badmintonspielerin aus Südkorea.

## Sportliche Karriere
Jung Kyung-eun gewann bei der Badminton-Juniorenweltmeisterschaft 2007 Silber im Damendoppel mit Yoo Hyun-young, ein Jahr später holte sie Silber mit dem südkoreanischen Team. Im Uber Cup 2010 wurde sie mit der südkoreanischen Equipe Zweite bei dieser Weltmeisterschaft für Damenmannschaften der Erwachsenen. Bei der Korea Open Super Series 2009 und der Singapur Super Series 2010 stand sie im Viertelfinale, bei der Korea Open Super Series 2010 und der Malaysia Super Series 2010 im Halbfinale. Bei den Olympischen Spielen 2012 wurde sie gemeinsam mit ihrer Partnerin Kim Ha-na vom Weltverband wegen Spielmanipulation von den Spielen disqualifiziert. Im letzten Gruppenspiel zeigten die beiden sichtbar nicht den Willen, das Spiel gewinnen zu wollen, da sie bei einer Niederlage in der anschließenden K.O.-Runde auf vermeintlich schwächere Gegner getroffen wären.